# Déclamation baroque
 (juillet 2011).
Si vous disposez d'ouvrages ou d'articles de référence ou si vous connaissez des sites web de qualité traitant du thème abordé ici, merci de compléter l'article en donnant les références utiles à sa vérifiabilité et en les liant à la section « Notes et références ».
 (juillet 2011).
- Si vous ne connaissez pas le sujet, laissez ce bandeau (vous pouvez alors contacter les auteurs).
- Si vous supprimez le contenu mis en cause (vous pouvez préalablement contacter les auteurs),

argumentez précisément cette suppression dans la page de discussion
(un manque de référence n'est pas un argument ; une recherche réelle de référence doit avoir été effectuée, être formellement documentée).
À l'époque baroque, de même que la façon de jouer les notes inégales en musique est régie par des règles précises et que la danse est profondément codée, l'art de la déclamation est le point de passage obligé de tout texte, qu'il soit parlé ou chanté. 
Cette déclamation baroque s'accompagne d'une gestique, très codée elle aussi.

## Description
Dans la redécouverte pratique de la déclamation baroque, le traité de Bertrand de Bacilly, Remarques curieuses sur l'art de bien chanter (1668), fait autorité. L'auteur écrit :
« Il y a une Prononciation simple qui est pour faire entendre nettement les Paroles, en sorte que l'Auditeur puisse les comprendre distinctement & sans peine ; mais il y en a une autre plus forte & plus énergique,  qui consiste à donner le poids aux Paroles que l'on récite, & qui a un grand rapport avec celle qui se fait sur le Théâtre & lors qu'il est question de parler en Public, que l'on nomme d'ordinaire Declamation. »

## Règles

### Règles sur la prononciation
Alors qu'en musique la pratique des instruments « anciens » est source de renseignements dans la redécouverte du style, c'est la pratique de la prononciation ancienne qui est incontournable pour retrouver la déclamation baroque. Mais la lecture des traités, si elle ne se nourrit pas de la pratique, reste une érudition coupée de la réalité artistique. La spécificité d'un Eugène Green, avec son Théâtre de la Sapience, c'est d'avoir travaillé en artiste, en créateur.
L'usage de la prononciation moderne, qui a encore cours un peu partout, est cependant peu justifiable, notamment lorsqu'il conduit à détruire certaines rimes :
« Prononcé le mot froid, & vous vêrés que vous y mètrés un T. Prononcés joug & vous y mêtrés un K ; ce qui est si vrai que ceux qui veulent rimer aus oreilles ne font nule dificulté de faire rimer sang avec banc, joug avec bouc, froid avec droit. »
Dans charmant ou seulement, l'émission de la dernière syllabe se fait sur a, en ne prononçant n qu'à la fin : le a nasal, [ã], s'émet en deux temps, le a ouvert oral étant suivi de la nasalisation, comme actuellement à Saint-Étienne ou encore au Québec, où cette prononciation s'est longtemps maintenue, ce dont témoignent les écrits des visiteurs lettrés au Canada, au XVIIIe siècle, qui s'étonnaient de ce que la moindre chambrière parlait le français comme à la cour.
Eugène Green résume ainsi l'essentiel des règles de prononciation qui s'appliquent, jusqu'à la Révolution, dans la déclamation baroque :
« La voyelle latente [ə] se prononçait partout, sauf là où l'élision prosodique l'avait déjà rendue inexistante. Une consonne latente suivie d'une autre consonne était considérée comme imprononçable, même en déclamation, mais toute consonne suivie d'une voyelle devait se prononcer (autrement dit, toute liaison était obligatoire), et une consonne en contact avec le vide (c'est-à-dire avant tout arrêt de la voix, et obligatoirement à la rime) devait s'articuler également. »

### Règles sur le rythme
Bertrand de Bacilly détaille les règles de la déclamation et écrit :
« Je ne puis assez admirer l'aveuglement de mille Gens, mesme Gens d'esprit & de merite, qui croient que dans la Langue Françoise il n'y a point de Quantité, & que d'établir des longues & des bréfves, c'est une pure imagination.../... Il faut demeurer d'accord avec eux, que la Poësie Françoise n'a aucun égard à la Quantité des syllabes, quant à la composition, pourvu que la rime soit conservée, mais s'il est question de reciter agreablement des Vers, les Chanter, mesme les declamer, il est certain qu'il y a des longues & des brefves à observer, non seulement dans la Poësie, mais aussi dans la Prose ; de sorte qu'elles n'ont en ce rencontre aucune différence l'une de l'autre. Or il faut remarquer qu'en établissant des longues & des bréfves, je ne preten point parler de la composition des Ouvrages, soit en Prose, soit en Vers, mais seulement de la Declamation ; & lors qu'il est question de les faire valoir en public, & leur donner le poids qui leur est nécessaire. »
Dans cette alternance des longues et des brèves (« quantité »), on ne manquera pas de faire le rapprochement avec la pratique en cours dans la musique, exposée avec insistance de Hotteterre à Quantz et C.P.E. Bach, en passant par Engramelle (voir l'article Inégalités dans la musique baroque).
Les principales règles qui régissent cette alternance sont les suivantes : 
- Une voyelle nasale ou une voyelle suivie de s ou de r est naturellement longue.
- Dans un mot avec une dernière syllabe articulée et un e neutre (e « muet », comme fenêtre), la dernière syllabe articulée reçoit un accent d'intensité.
- Un monosyllabe situé juste avant un arrêt de la voix reçoit un accent d'intensité.
- Quand la dernière syllabe est constituée d'une voyelle autre que e neutre, c'est cette dernière syllabe qui reçoit l'accent d'intensité[9].

Il convient d'ajouter que, dans un vers, les syllabes se comptent jusqu'à la dernière syllabe accentuée, le phonème s ou t qui suit le e neutre étant émis dans la déclamation, mais n'étant pas compté, comme ici :
« Je vous jette pour lui dans des craintes nouvelles. »
L'exemple ci-dessous montre comment, dans la déclamation, le rythme de la prosodie se construit sur l'opposition entre syllabes portant l'accent de longueur (trait), syllabes portant l'accent d'intensité (virgule, syllabes brèves de Bacilly) et syllabes non marquées (point). Les syllabes le plus fortement accentuées figurent en caractères gras.

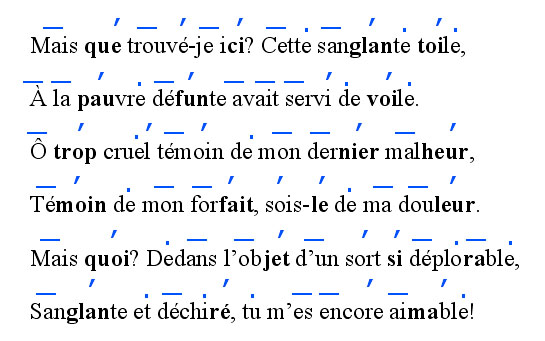
Déclamation baroque : accent de longueur, accent d'intensité, syllabes non-marquées, syllabes plus fortement accentuées.
Théophile de Viau, Pyrame et Thisbée, cité par Eugène Green.

Les accents d'intensité portent sur des mots tels que que et quoi, trop et si, très et tout, autre, pas et point, ainsi que sur les mots à forte charge émotive comme sanglante, pauvre, témoin.
Pour pouvoir faire ce travail, encore faut-il que l'édition respecte la ponctuation originale, ce qui n'est pas souvent le cas (le même obstacle se rencontre en musique, où, heureusement, les éditions urtext s'imposent de plus en plus souvent). Par exemple, dans Britannicus, une édition fait dire à Agrippine :
« Ah! que de la patrie il soit, s'il veut, le père ;
Mais qu'il songe un peu plus qu'Agrippine est sa mère. »
Georges Forestier, dans une édition de 1999, rétablit le texte de Racine :
« Ah! Que de la Patrie il soit s'il veut le Père.
Mais qu'il songe un peu plus, qu'Agrippine est sa mère. »
Les intentions particulières de Racine sont respectées et l'édition de Georges Forestier permet d'accéder au code, là où l'édition ancienne masquait le texte sous un plaquage psychologique.

### Règles sur l'intonation
L'ordonnancement des vers introduit deux types d'accents de hauteur :
- L'accent de fermeture, descendant, clôt une unité, par exemple un groupe de vers, qui sont souvent organisés par quatre (de même qu'en musique la structure de base est souvent le groupe de quatre mesures). On trouve alors, en général, une semi-conclusion à la fin du second vers.
- L'accent d'ouverture, se termine par un intervalle croissant et se place à la fin du premier et du troisième vers.

On trouve également l'accent d'interrogation, qui se marque d'une note aigüe sur qui ?, quoi ? ou une inversion sujet-verbe. Enfin, la présence d'un accent fort conduit parfois à ne mettre, à sa suite, qu'un accent atténué.
Dans les deux premiers vers de Théophile de Viau cités ci-dessus, l'accent d'interrogation très marqué sur que demande un accent atténué sur ici. On a ensuite un accent d'ouverture sur toile. L'accent le plus fort est demandé par défunte, ce qui empêche l‘accent de fermeture que l'on aurait mis naturellement sur voile : ce dernier sera donc remplacé par un accent atténué. L'accent d'intensité sur si conduit, pour éviter que deux accents identiques se suivent, à atténuer l'intensité de l'accent sur sort, malgré la forte charge affective de ce mot. En effet, le principe d'alternance interdit l'utilisation de deux accentuations identiques à la suite l'une de l'autre, qui rompraient ce que Bacilly appelle la symétrie (l'alternance).
Enfin, l'énergie d'une voyelle, dans la déclamation baroque, peut être encore renforcée par un traitement particulier de la consonne qui la lance. On appelle cette technique spécifique redoublement des consonnes, ou encore suspension des consonnes, ou chez Bacilly : gronder. Ainsi, on redouble T, f, n et p dans ce vers de Racine :
« Tout m'afflige, et me nuit, et conspire à me nuire. »
La Champmeslé, qui était la plus célèbre interprète de Racine, était connue pour soigner particulièrement ce redoublement des consonnes.

## Gestique baroque
Selon Giovanni Bonifacio, dans L'Arte de'cenni :
« ... les pensées de nos esprits peuvent s'exprimer de quatre manières : par des signes, en parlant, en écrivant, et avec des symboles.../... Mais parler en silence, qui est la façon la plus noble de se faire entendre, à notre connaissance personne ne l'a jusqu'ici traité.../... De même que les orateurs ont appris des poètes à parler de façon ornée, ainsi ont-ils appris des histrions l'art des gestes, qui est, comme nous l'avons dit, la porte principale de la prononciation. »
Si la pratique de la gestique baroque est clairement attestée dans plusieurs traités, l'inventaire des gestes codés, porteurs par eux-mêmes d'un sens non ambigu, reste maigre.  Un geste comporte la plupart du temps plusieurs significations possibles, qui ne s'explicitent que par la parole : la gestuelle ne constitue pas un langage indépendant. Eugène Green en tire deux règles :
- Le geste doit se rapporter à une parole précise (sinon il est redondant avec le discours).
- Le mouvement doit précéder le vocable auquel il se rapporte. Il crée une anticipation visuelle qui éveille l'attention du spectateur, la parole qui le précise recevant alors un supplément d'énergie.

Mais c'est la peinture qui vient, de façon inépuisable, compléter les traités, avec des tableaux  dans lesquels chaque geste est théâtral, ainsi que chaque attitude et chaque décor. Dans un discours prononcé à l'Académie de Peinture, à propos d'une toile de Poussin, Le Brun explique :
« Cet homme semble même se retirer un peu en arrière pour marquer la surprise que cette rencontre imprévue cause dans son esprit, et pour faire voir le respect qu'il a en même temps pour la vertu de cette femme qui donne sa mamelle.
[Celle-là] ne regarde pas sa mère pendant qu'elle lui rend ce charitable secours, mais [...] elle penche du côté de son enfant [...] Ainsi le devoir et la piété la pressent également [...]
L'action de cette vieille femme qui embrasse sa fille et qui lui met la main sur l'épaule [...] marque aussi l'amour et la reconnaissance de cette mère envers sa fille. »
Les sources de la gestique baroque sont donc à chercher chez Poussin, Le Caravage, Philippe de Champaigne, etc. Pour Eugène Green, la peinture baroque était fondée, comme le théâtre, sur les codes de la rhétorique.

## Acteurs et chanteurs
Les règles de la déclamation baroque, et celles de la gestique baroque qui la structure, sont les mêmes pour les acteurs et pour les chanteurs. Complétées avec les règles qui codifient la danse et celles qui codifient la musique, on obtient un art total d'une profonde cohérence, dans lequel rien n'est naturel, mais où tout a une place précise et un rôle précis à tenir. La place centrale est La Présence (la place du Roi, qu'il assiste ou non au spectacle).
La mise en scène est frontale : dans un dialogue, les personnages ne se regardent pas, ils sont face à La Présence. La chorégraphie est, de même, dans les notations de Feuillet, entièrement écrite face à La Présence.
L'éclairage aux bougies est principalement constitué d'une rampe frontale. Les jeux de lumière reposent sur la position du personnage par rapport aux bougies. Les déplacements des personnages tiennent compte de cet éclairage particulier.
Nous sommes, maintenant, familiarisés avec le style de jeu des instruments « anciens ». On n'ose plus se scandaliser publiquement de ces « sons enflés intolérables » et on commence à les associer, mentalement, aux élevés des danseurs après un plié. Pour une parfaite homogénéité entre chanteurs et instruments, le vibrato doit rester, pour les chanteurs, un ornement placé à certains endroits seulement, comme le font les instrumentistes des groupes spécialisés. Il ne s'agit pas de reconstitution, mais simplement de l'idée que, dans le travail de création de l'interprète, le résultat a plus de chance d'être réussi si l'on utilise les moyens que l'artiste avait en tête quand il a conçu l'œuvre.
On peut mesurer le chemin qui reste à faire en comparant Le Bourgeois Gentilhomme, réduit au texte de Molière et habillé de la psychologie habituelle, avec le spectacle total que Molière et Lully ont offert à Louis XIV, tous les arts étant réunis par leurs codes.